# Estreito de Jacques Cartier
O estreito de Jacques Cartier (em francês:  Détroit de Jacques-Cartier) é um estreito no nordeste da América do Norte.
Fica entre a ilha Anticosti e a península do Labrador no Québec, Canadá, e é uma das duas saídas do rio São Lourenço para o seu estuário, o golfo de São Lourenço. A outra é o estreito de Honguedo a sul da ilha Anticosti.
Tem aproximadamente 35 km de largura no ponto mais estreito.
Recebeu o seu nome numa homenagem ao explorador e navegador francês Jacques Cartier. Antes do seu nome atual, também era conhecido como Détroit Saint-Pierre (dado pelo próprio Cartier em 1 de agosto de 1534), canal Labrador (até 1815), e passagem Mingan.